# Martin Kobylański
Martin Kobylański (Berlijn, 8 maart 1994) is een Duits-Pools voetballer die bij voorkeur als aanvaller speelt. Hij verruilde in 2012 Energie Cottbus voor Werder Bremen, waar hij in januari 2014 zijn contract verlengde tot medio 2017.

## Clubcarrière
Kobylański debuteerde op 6 november 2011 in het betaald voetbal. Hij viel die dag tijdens een wedstrijd van Energie Cottbus tegen SC Paderborn 07 in de 2. Bundesliga in voor Dimitar Rangelov. Hij vertrok in 2012 vervolgens naar Werder Bremen. Hier speelde hij eerst een seizoen voor het tweede team en het elftal onder negentien jaar voor hij op 21 september 2013 in het eerste elftal debuteerde, tegen Hamburger SV in de Bundesliga. Kobylański begon in de basiself en werd na 67 minuten gewisseld voor Theodor Gebre Selassie. Het was een van de acht wedstrijden die hij het seizoen in actie kwam in de hoofdmacht van de club. Werder verhuurde Kobylański gedurende het seizoen 2014-2015 aan 1. FC Union Berlin, dat daarbij een optie tot koop bedong. Hiermee speelde hij opnieuw in de 2. Bundesliga.

## Interlandcarrière
Kobylański heeft een dubbele nationaliteit en kwam zowel uit voor Duitse als Poolse nationale jeugdelftallen. Hij debuteerde in 2013 voor Polen -20.